# 안미나
안미나(1984년 10월 1일 ~ )는 대한민국의 배우이다.

## 학력
- 압구정고등학교
- 연세대학교 철학 / 심리학과 (학사)

## 출연작

### 드라마
- 2005년 MBC 수목드라마 《내 이름은 김삼순》  이인혜 역
- 2005년 SBS 아침연속극 《들꽃》  나연진 역
- 2006년 KBS2 수목드라마 《투명인간 최장수》  오소영 역
- 2006년 MBC 단막극 《MBC 베스트극장 - 상처》  나미 역
- 2007년 KBS2 드라마시티 《순결한 순이》  순이 역
- 2007년 SBS 주말극장 《황금신부》  강세미 역
- 2008년 SBS 수목드라마 《바람의 화원》  정숙 역
- 2009년 KBS2 월화드라마 《남자 이야기》  채은수 역
- 2009년 KBS1 TV소설 《청춘예찬》  배경숙 역
- 2010년 SBS 수목드라마 《산부인과》  최수진 역 (특별출연)
- 2010년 SBS 특집드라마 《사랑의 기적》  이순옥 역
- 2011년 MBC 월화드라마 《역전의 여왕》  황연희 역
- 2013년 MBC 아침드라마 《내 손을 잡아》  박미진 역
- 2014년 MBC 일일 특별기획 《엄마의 정원》  장지영 역
- 2015년 KBS2 단막극 《KBS 드라마 스페셜 - 그 형제의 여름》  숙자 역
- 2020년 SBS 월화드라마 《아무도 모른다》 이선경 역
- 2020년 JTBC 월화드라마 《18 어게인》 최지나 역
- 2025년 KBS2 주말드라마 《독수리 5형제를 부탁해!》 김선화 역

### 영화
- 2006년 《라디오 스타》  김양 역
- 2007년 《전설의 고향》  선영 역
- 2007년 《마을금고 연쇄습격사건》  미스 리 역
- 2012년 《원더풀 라디오》  한여운 역
- 2012년 《네모난원》  수정 역
- 2013년 《청야》  이지윤 역
- 2017년 《강철비》  송수미 역
- 2023년 《아수라장: 범털들의 전쟁》 한소희 역

### 예능
- 2014 KBS 기획특집 《독(讀)해야 산다》 20141229
- 2018 tvN 《인생술집》 53회 20180111
- 2018 V LIVE, 네이버TV 《Beauty's Code 2》 12부작 20180127
- 2018 tvN 《문제적 남자》 148회 20180128
- 2018 채널A 《천만홀릭,커밍쑨》 9회 20180421
- 2018 채널A 《하트시그널 시즌2》 (8회,13회 특별출연) 20180511
- 2018 KBS2 《배틀트립》 99회 20180714
- 2019 EBS1 《세계테마기행, 초록빛 매혹 스코틀랜드 1-4부》 20190708~20190711
- 2019 MBC every1 《대한외국인》 58회 도전자 20191120
- 2020 MBC 《복면가왕》 237회 가왕, 찍소리도 못하게 해줄 테다! 쥐순이로 출연 20200112

### CF
- 2006 KTF
- 2006 포들면
- 2006 박카스

## 수상
- 2012년 제7회 아시아 모델상 시상식 모델특별상 뉴스타상